# Reallexikon der deutschen Literaturwissenschaft
Das Reallexikon der deutschen Literaturwissenschaft (RLW) ist ein Begriffswörterbuch, das eine umfassende und systematische Bestandsaufnahme des literaturwissenschaftlichen Sprachgebrauchs anstrebt. Es ist Nachfolger des Reallexikons der deutschen Literaturgeschichte (RL).

## Geschichte des Reallexikons
Das Reallexikon der deutschen Literaturgeschichte, nach seinen Herausgebern Paul Merker und Wolfgang Stammler auch kurz als Merker/Stammler bezeichnet, erschien in erster Auflage 1925 bis 1931 in 4 Bänden und orientierte sich an der Literaturgeschichte als einem zentralen Fachgebiet der Germanistik.
Die ebenfalls vierbändige 2. Auflage wurde in den Jahren 1958 bis 1984 unter redaktioneller Mitarbeit von Klaus Kanzog von Werner Kohlschmidt und Wolfgang Mohr betreut und in Berlin herausgegeben. In diesem langen Bearbeitungszeitraum vollzog sich ein starker Wandel der Germanistik, der sich vor allem in der starken Ausdifferenzierung verschiedener methodischer Ansätze in der Literaturwissenschaft und der damit verbundenen Terminologie niederschlug. Aus diesem Grund widerspiegelte die 2. Auflage des Reallexikons ein inkonsistentes Gesamtbild der germanistischen Forschung.
Daher wurde bei der Einführung der 3. Auflage eine Neukonzeption angestrebt, die sich schon in einer Änderung des Titels zeigte: Zur Unterscheidung von Wissenschaft und ihrem Gegenstandsbereich wurde das Titelstichwort Literaturgeschichte durch Literaturwissenschaft ersetzt. Das Ziel des Vorhabens war eine möglichst vollständige und systematische Bestandsaufnahme des literaturwissenschaftlichen Sprachgebrauchs, ohne Partei für eine bestimmte Richtung des Faches zu ergreifen. Das RLW umfasst mehr als 900 Artikel.

## Aufbau der Lexikonartikel
Der systematische Charakter des RLW zeigt sich in einem streng durchgehaltenen Gliederungsschema für jeden Lexikoneintrag:
- Die Explikation (Sigle: Expl) unternimmt den Versuch eines „historisch gestützten Gebrauchsvorschlags“: Wie ist der Begriff in der gegenwärtigen Literaturwissenschaft sinnvollerweise zu verwenden? Wie verhält er sich ggf. zu anderen Begriffen seines terminologischen Feldes?
- Die Wortgeschichte (WortG) informiert darüber, woher das betreffende Stichwort kommt, was seine Bedeutungen waren und sind.
- Die Begriffsgeschichte (BegrG) erklärt, wie sich der Begriff konzeptuell entwickelt und verändert hat und wie er möglicherweise alternativ benannt worden ist.
- Die Sachgeschichte (SachG) beschreibt, wie die heute mit dem explizierten Terminus bezeichnete Sache, insbesondere im deutschen Sprachgebiet, von den Anfängen bis in die Gegenwart ausgesehen hat.
- Die Forschungsgeschichte (ForschG) stellt dar, inwieweit die insbesondere deutschsprachige Literaturwissenschaft diese Sache bislang erforscht hat.
- Eine Literaturliste (Lit) gibt Hinweise zu einschlägiger Forschungsliteratur.

## Bibliographische Angaben
Reallexikon der deutschen Literaturwissenschaft: Neubearbeitung des Reallexikons der deutschen Literaturgeschichte. De Gruyter, Berlin / New York 1997–2003:
- Bd. 1: A–G. Hrsg. v. Klaus Weimar. In Zusammenarbeit mit Harald Fricke, Klaus Grubmüller und Jan-Dirk Müller, 1997. 754 Seiten, ISBN 3-11-010896-8.
- Bd. 2: H–O. Hrsg. v. Harald Fricke. In Zusammenarb. mit Georg Braungart, Klaus Grubmüller, Jan-Dirk Müller, Friedrich Vollhardt und Klaus Weimar, 2000. 777 Seiten, ISBN 3-11-015663-6.
- Bd. 3: P–Z. Hrsg. v. Jan-Dirk Müller. In Gemeinschaft mit Georg Braungart, Harald Fricke, Klaus Grubmüller, Friedrich Vollhardt und Klaus Weimar, 2003. 912 Seiten, ISBN 3-11-015664-4.